# 真鍋求
真鍋 求（まなべ もとむ、1958年5月 - ）は、日本の体育学者。専門は、神経生理学。医学博士。
元東京外国語大学大学院准教授。

## 学歴
- 1981年3月  筑波大学体育専門学群卒業
- 1983年3月  筑波大学大学院体育学研究科修士課程修了
- 1989年6月　東邦大学より医学博士学位授与

## 職歴
- 1985年7月  東京都神経科学総合研究所研究員
- 1992年4月  東京外国語大学外国語学部 講師
- 1996年4月  東京外国語大学外国語学部 助教授
- 2009年4月  東京外国語大学総合国際学研究院 准教授（言語文化部門・文化研究系、大学院重点化による配置換え）
- 2023年3月　東京外国語大学を定年退職

## 研究業績
- VT下における各種強度ペダリング運動の回転速度と効率の関係 　日本体育学会49回大会号P286 　（1998）　（藤田幸雄、久米俊郎、真鍋求）
- Comparative Neurology 286 157-168 (1989) (Sasaki K., Otake K., Mannen H., Ezure K., and Manabe M.)

| スタブアイコン | サブスタブ | この項目は、まだ閲覧者の調べものの参照としては役立たない、人物に関連した書きかけの項目です。この項目を加筆・訂正などしてくださる協力者を求めています（P:人物伝/PJ:人物伝）。 |